# 栞的主題曲
〈栞的主題曲〉，是日本樂團南方之星1981年9月發行的第13張單曲。上華唱片台壓版譯為「書籤的主題」，中國廣播音像出版社則譯為「愛的命題」。

## 概要
最初是1981年上映的日本電影配樂，日文歌曲原名「 」指片中的女角色（由具有台灣血統的日本女星飾演）。電影中的配樂版本與後來發行的單曲版本有著詞曲上些微不同的差異，而桑田佳祐當時也擔任該影片的音樂監督。
之後在1988年，再被另一部電影選為片中配樂，也被富士電視台綜藝節目當作其中一篇單元的插入歌，日本服飾品牌Moncler亦曾選做該公司廣告的配樂。
該單曲封面造型與後來收錄的專輯《立體音響太陽族》相同，均為一個臉戴奇異面具、身穿女子學生水手服的人士。

## 收錄歌曲
1. 栞的主題曲
※作詞・作曲:桑田佳祐　編曲:南方之星
2. MY FOREPLAY MUSIC
歌曲名稱中的「Foreplay」指的是性行為中的前戲，歌詞內容與歌名一樣偏向為成人情色的內容。此首曾作為日職中日龍隊的投手山本昌登板前的入場樂，也被日本酒廠三得利選作產品「Torys威士忌」的廣告配樂。
※作詞・作曲:桑田佳祐　編曲:南方之星

## 演唱成員
- 桑田佳祐：吉它、主唱
- 大森隆志（日语：大森隆志）：吉它、合唱
- 原由子：電子琴、合唱
- 關口和之：貝斯、合唱
- 松田弘（日语：松田弘）：鼓、合唱
- 野澤秀行：打擊樂器、合唱

※第1、2歌曲演奏成員皆同

## 專輯
- 立體音響太陽族（1981年）
- 桑田佳祐&南方之星 二十年超級精選　海之Yeah!（1998年）

## 人名相關
- 貫地谷栞
- 金子栞
- 玉井詩織

## 外部連結
（日語）南方之星官方俱樂部網站對歌曲《栞的主題曲》的簡介 （页面存档备份，存于）